# Milija Miković
Milija Miković (in montenegrino Милија Миковић; Antivari, 25 marzo 1994) è un cestista montenegrino.